# 河俣規世佳
河俣 規世佳（かわばた きよか、1959年 - ）は、日本の児童文学作家。新世紀創作童話会会員。

## 略歴
三重県生まれ。
武庫川女子大学卒業。三重県の県立高校に1998年まで教諭として勤務。
1999年頃から童話の創作を始める。「ハリネズミのおんがえし」で国民文化祭可児市教育委員会教育長賞、「なの花畑のふしぎな小びん」で愛の会 創作童話賞 優秀賞を受賞。
『おれんじ屋のきぬ子さん』で、2001年 第50回毎日児童小説コンクール 最優秀賞、2002年 第12回椋鳩十児童文学賞を受賞。

## 作品リスト
- 『おれんじ屋のきぬ子さん』（門田律子絵、あかね書房、あかね・新読み物シリーズ9） 2001年10月 ISBN 4251041399
- 『ゆうびん受けのうさぎ』（狩野富貴子絵、あかね書房、あかね・新読み物シリーズ18） 2003年12月 ISBN 4251041488
- 『鈴の音は魔法のはじまり』（田川聡一絵、ポプラ社、ポプラの木かげ27） 2007年1月 ISBN 978-4591095645
- 『ヒミツのケータイデビュー』（サクマメイ絵、ポプラ社、ノベルズ・エクスプレス） 2010年9月 ISBN 978-4591120484

### アンソロジー掲載作品
- 「裏の世界の霊」（偕成社、『名探偵ひみつ事件ノート ミステリーがいっぱい7』） 2000年8月 ISBN 4035384704
- 「クスノキの恋」（全日出版、『タイムバード ファンタジーの宝石箱 short fantery stories 3』） 2004年10月 ISBN 4861360382
- 「誕生日プレゼントはなぞの文字」（ホリグチヒロシ絵、偕成社、『怪盗シャラクのひみつ きみも名探偵10』） 2008年2月 ISBN 978-4035388005
- 「きれいになりたい」（本橋靖昭絵、国土社、『死者の時間へようこそ 怪談図書館6』） 2008年10月 ISBN 978-4337112063
- 「もう、まにあわない…」（本橋靖昭絵、国土社、『魂をあやつるピアノ 怪談図書館7』） 2008年12月 ISBN 978-4337112070
- 「友だちが消えた」（黒須高嶺挿絵、偕成社、『放課後の怪談 怪談おかわり』） 2009年2月 ISBN 978-4035388203
- 「死者をよぶ鬼灯」（本橋靖昭絵、国土社、『暗闇におどる鬼火 怪談図書館9』） 2009年3月 ISBN 978-4337112094
- 「焼き尽つくされた未来」（本橋靖昭絵、国土社、『映画館でささやく悪魔 怪談図書館14』） 2010年1月 ISBN 978-4337112148
- 「魔女のピアス」（北田哲也絵、文渓堂、『魔女がいっぱい 5つのお話 きらきら宝石箱3』） 2010年10月 ISBN 978-4894236912
- 「ハウスエンジェルの万華鏡」（偕成社、『妖精のプリンセス』） 2012年3月 ISBN 978-4035389903

### 雑誌
- 「こどもの本」2002年9月号（日本児童図書出版協会）《インタビュー収録》 ISSN 0385-0463